# Guo Wenjun
Guo Wenjun   (Xi'an, 22 de juny de 1984) és una tiradora esportiva xinesa que va guanyar tres de les quatre medalles d'or en tir femení amb pistola durant la part europea de la Copa del Món ISSF 2008. Va guanyar l'or en tir als Jocs Olímpics d'estiu de 2008 a la modalitat de pistola d'aire de 10 metres femení i als Jocs Olímpics d'estiu de 2012.